# Speechless (dal)
A Speechless Lady Gaga amerikai énekesnő The Fame Monster című második albumának negyedik dala. Gaga a dalt édesapjának írta, aki súlyos szívműtéten esett át. Arra igyekszik felhívni a fiatalabb rajongóinak figyelmét, hogy jobban becsüljék meg a szüleiket. A Billboard Hot 100-as listáján a 94-edik helyen debütált a 2009. december 12-dikei héten.
A dal megoszotta a kritikusokat. Pozitívan értékelték, hogy a számban erősen érződik a Queen-együttes hatása, ugyanakkor „mesterkéltsége” negatív érzést is kiváltott. A The Monster Ball Tour című turnéján Gaga minden alkalommal zongorán játszva adta elő, illetve hallható volt élőben többek között a 2009-es American Music Awardson, a Royal Variety Performance gálán is, és a 2010-es Grammy-díjátadón, Elton Johnnal duettezve.

## Háttér
Gaga egy 2009 novemberében adott interjújában elmondta, hogy édesapja, Joseph Germanotta már közel tizenöt éve szívbetegséggel küzd. Elmagyarázta, hogy mindössze harmadannyi vért pumpál a szíve a testében szívütésenként, mint egy egészséges embernél. Hozzátette,

„Anyukám felhívott és nagyon lehangolt. Épp turnéztam és nem tudtam hazamenni, úgyhogy bementem a stúdióba, ahol megírtam a Speechless (»Szótlanul«) című számot, ami ezekről a hívásokról szól. Apukám néha felhívott miután ivott, és nem tudtam mit mondjak neki. Csak hallgattam, és féltem, hogy el fogom őt veszíteni és nem leszek ott mellette.”

Gaga azért írta a számot, hogy ezzel vegye rá édesapját, hogy vetesse alá magát a gyógyulásához szükséges műtétnek. 2009 októberében Gaga beszámolt róla, hogy sikerült meggyőznie apját. „Apukámnak ma volt nyitott szívműtétje. Hosszú órák és sok könny után meggyógyították a beteg szívét és ezzel az enyémet is.” – írta Gaga Twitter-oldalán. Elmondta, azt reméli a dal majd arra készteti fiatal rajongóit, hogy még jobban értékeljék szüleiket. „Van egy csomó imádnivaló rajongóm, fiatalok, akik tele vannak problémákkal. Ezzel szeretném őket emlékeztetni rá, hogy csak egy édesanyjuk és apjuk van” – mondta.

## Kompozíció

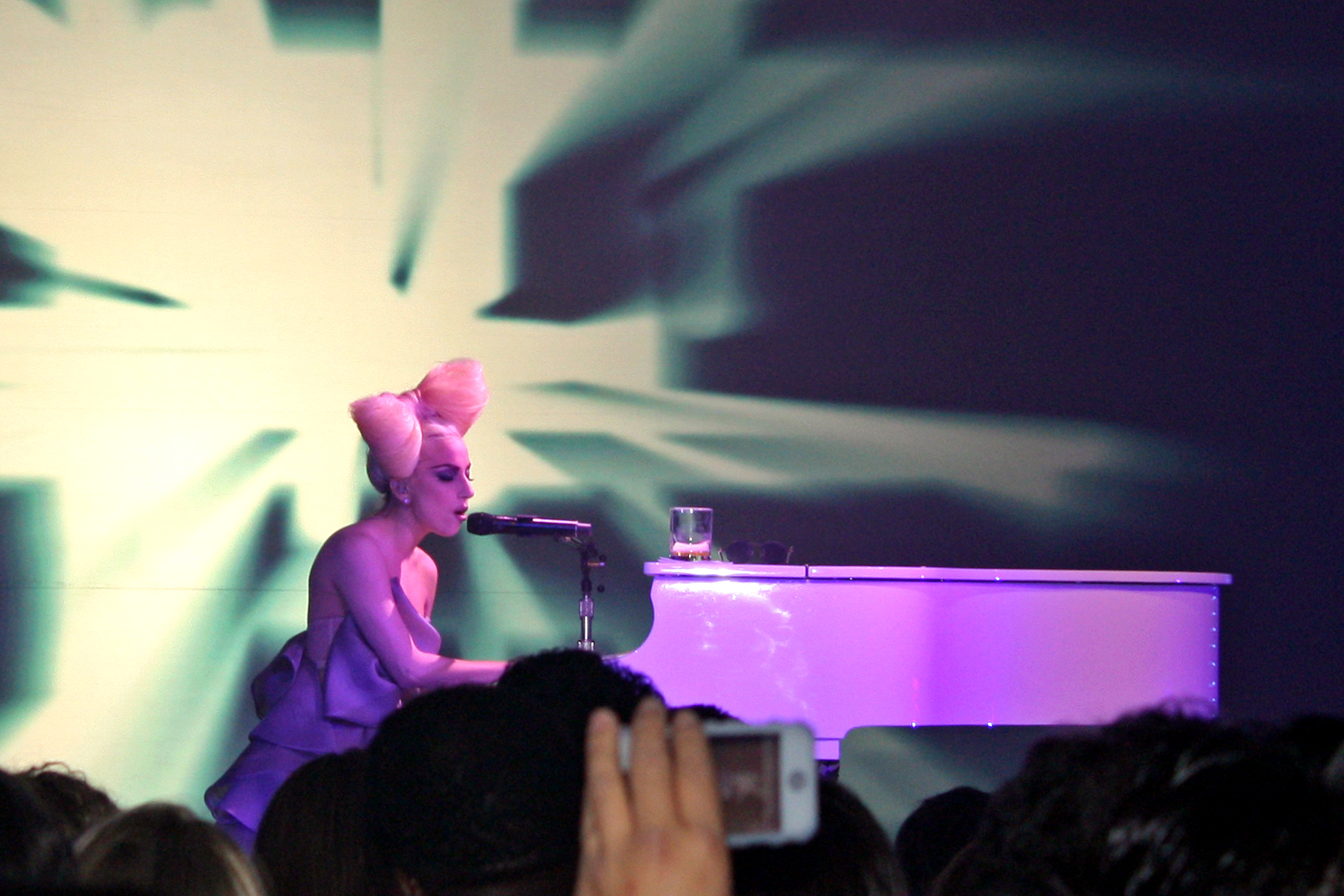
Lady Gaga a Speechless előadása közben a VEVO Launch Eventen.

Zeneileg a Speechless egy ballada, amelyre az 1970-es évek rockzenéje, a blues-rock, a glam rock és a country is hatott. Stílusát tekintve hasonlít egyes David Bowie, Queen és Pink dalokra. A PopMatters kritikusa külön ki is emelte a gitárbetétek és Gaga éneklésének hasonlóságát Freddie Mercury és a Queen dalaihoz. A dal élő hangszerekkel lett felvéve, köztük dobokkal, gitárral és zongorával – ez utóbbit Gaga szólaltatja meg a számban. A Speechless ütemmutatója 4/4, percenkénti leütésszáma 76. C-moll hangnemben íródott, és Gaga hangterjedelme G3-tól C5-ig terjed.

## Fogadtatás
A Speechless vegyes visszajelzéseket kapott a kritikusoktól. Kitty Empire, a The Observer című brit lap egyik írója negatívan értékelte a számot, megjegyezve, hogy szerinte a balladák Gaga „gyenge pontjai”. Sal Cinquemani a Slant Magazine-tól az egyetlen gyenge dalnak nevezte a számot Lady Gaga The Fame Monster című albumáról, „nem azért, mert rossz szám vagy rosszul van előadva, hanem mert, akárcsak a The Fame albumon, amikor Gaga megpróbálja megmutatni lágyabb oldalát, nagyon mesterkéltnek hat.” A negatív kritikák ellenére a szám élő előadásai igen pozitív visszajelzéseket kaptak, és többen könnyfakasztónak nevezték. Gaga a The Monster Ball koncertsorozatának állomásain is előadja a számot, és több kritikus is a show egyik legmeghatározóbb pillanatának nevezte a zongorán előadott dalt. Jane Stevenson, a Toronto Star írója a koncert érzelmi csúcspontjának tartja a számot. Jay Hanna a PerthNow-tól ezt írta:„ Legnagyobb meglepetésemre a Speechless alatt, amikor is Gaga egy zongora mögé ült, az énekesnő bebizonyította hogy nem pusztán jó pop hanggal rendelkezik, de hangterjedelme és mélysége gyönyörűen alkalmazkodik a bluesosabb számokhoz is.”

## Élő előadások

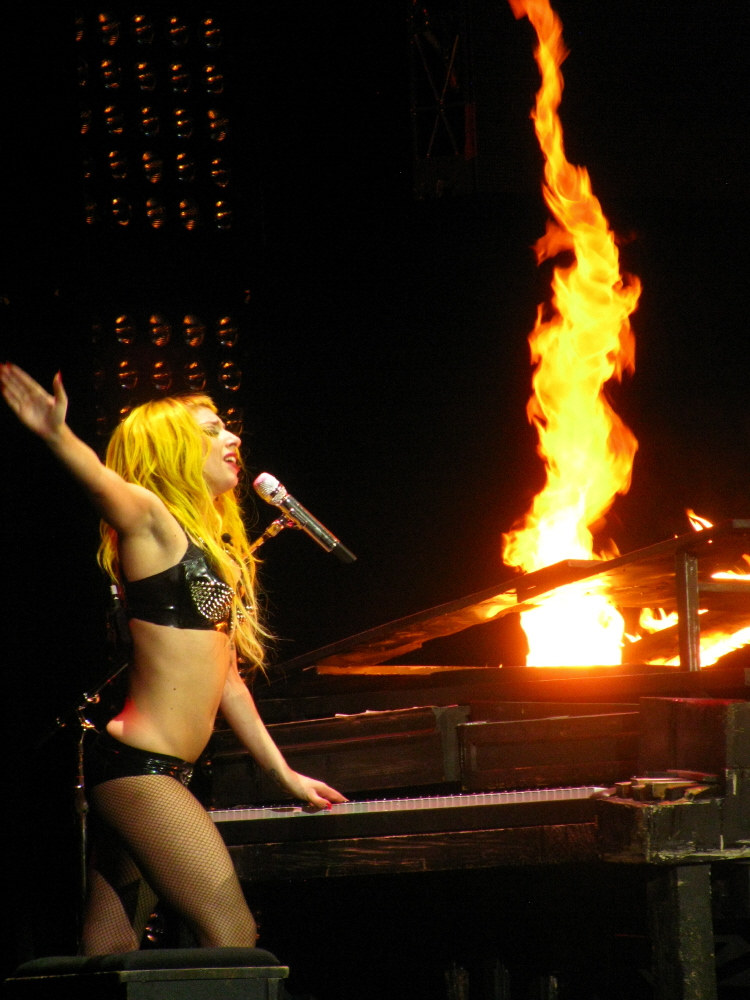
Lady Gaga egy lángoló zongorán játszva adja elő a Speechlesst The Monster Ball című turnéjának egy 2011-es, torontói állomásán.

Speechless című dalát Gaga először a 30 éves születésnapját ünneplő Los Angeles-i Kortárs Művészetek Múzeumában adta elő 2009. november 14-én. Gaga egy rózsaszín, pillangókkal díszített zongorán játszotta el a számot. Az előadást balett-táncosok produkciója kísérte. A 2009-es American Music Awardson Gaga Bad Romance című dalával együtt adta elő a Speechlesst. Csillogó, csontvázra emlékeztető jelmezben énekelt. A Bad Romance végén a mikrofonálvánnyal betört egy hatalmas üvegkockát, hogy hozzáférjen a zongorához. Ezután leült a zongora elé, és előadta a Speechlesst, miközben a zongora lángokba borult. 2009. november 25-én, a The Ellen DeGeneres Showban Gaga szintén a Bad Romance-szel együtt adta elő balladáját. A Royal Variety Performance rendezvényen Gaga találkozhatott II. Erzsébet brit királynővel, akinek egy piros, I. Erzsébet korát idéző PVC-ruhában adta elő a dalt. A zongora és a szék, amin Gaga ült az előadás közben, három méter magasan a levegőben volt. A zongorához az inspirációt a Salvador Dali 1946-os, The Temptation of St.Anthony festményén látható óriási elefántok nyújtották. 2009. december 8-án a Vevo internetes oldal egy rendezvényén énekelte el a számot. Az 52. Grammy-díjátadón Gaga a Poker Face előadása után, egy Elton Johnnal való zongoraduett keretében adta elő a Speechless egy részletét, vegyítve Elton Your Song-jával. A MAC kozmetikai cég egy tokiói rendezvényén, 2010. április 20-án Gaga a Speechless egy részletével nyitotta meg előadását, melynek keretében elénekelte az Alejandrót és a Bad Romance-et is.
Gaga The Monster Ball turnéjának mindkét verzióján előadja a dalt. A világ körüli változaton a zongora lángba borul az előadás közben. A turné első koncertjén (Montréal, Kanada) a számmal elsődlegesen megcélzott személy, Gaga édesapja is jelen volt. Gaga egy fekete vállrésszel ellátott ruhát viselt, illetve fekete álarcot. 2010. május 27-én, a turné nottinghami állomásán Gaga elmondta a közönségnek, hogy a nagyapja beteg, és ez alkalommal neki ajánlotta a Speechlesst. Később, miután nagyapja elhunyt, ismét őelőtte tisztelgett a dallal, és az előadás előtt ezt mondta a közönségnek: „Apukám megígértette velem, hogy ma éjjel az én drága, drága nagypapámnak ajánlom ezt a dalt, aki már a mennyben van. [...] Szóljon [a dal] az én [...] nagypapámnak és minden szeretteiteknek, akiket elveszítettetek.”

## Slágerlistás helyezések
Bár nem került kiadásra kislemezként, a Speechless bekerült a Billboard Hot 100-as listájára; a kilencvennegyedik helyen debütált 2009. december 12-én. A brit kislemezlistán a 106. helyre jutott a digitális letöltéseknek köszönhetően. Egy héttel a listára jutása után le is került a listáról, de 2009. december 27-én 88. helyen visszakerült rá. A kanadai Hot 100-as listán a 66. helyre került. A dal Grammy-díjátadón való előadása után első helyre került a Hot Singles Sales listán, s ezzel Gaga harmadik első helyezését érte el ezen a listán.
| Slágerlista (2009)            | Legjobb helyezés |
| ----------------------------- | ---------------- |
| Brit kislemezlista            | 88               |
| Kanadai Hot 100 kislemezlista | 67               |
| USA Billboard Hot 100         | 94               |

## Közreműködők
- Dalszöveg – Lady Gaga
- Producer – Ron Fair, Lady Gaga (társ-producer), Tal Herzberg (társ-producer)
- A&R – Ron Fair
- Hangkeverés – Jack Joseph Puig
- Hangmérnök – Tal Herzberg, Frank Wolff
- Vokál – Lady Gaga
- Zongora – Lady Gaga
- Dobfelszerelés – Abraham Laboriel Jr.
- Basszusgitár – Tal Herzberg
- Gitár – John Goux

Forrás:

## Fordítás
- Ez a szócikk részben vagy egészben  a   Speechless című angol Wikipédia-szócikk fordításán alapul.  Az eredeti cikk szerkesztőit annak laptörténete sorolja fel. Ez a jelzés csupán a megfogalmazás eredetét és a szerzői jogokat jelzi, nem szolgál a cikkben szereplő információk forrásmegjelöléseként.